# Podgrađe (żupania zadarska)
Podgrađe – wieś w Chorwacji, w żupanii zadarskiej, w mieście Benkovac. W 2011 roku liczyła 87 mieszkańców.